# Zmarli w sierpniu 2016

## Sierpień 2016
- 31 sierpnia
  - Beata Kolis – polska dziennikarka i działaczka społeczna[1]
  - David H. Trump – brytyjski archeolog[2]
- 30 sierpnia
  - Asia Ramazan Antar – bojowniczka Kobiecych Jednostek Ochrony, symbol walki kobiet podczas wojny domowej w Syrii[3].
  - Abu Muhammad al-Adnani – terrorysta, druga osoba w hierarchii Państwa Islamskiego[4]
  - Elwira Brodowicz-Turska – polska aktorka i reżyserka teatralna[5]
  - Věra Čáslavská – czeska gimnastyczka, zawodniczka Czechosłowacji, wielokrotna medalistka olimpijska[6]
  - Stanisław Dąbrowski – polski duchowny adwentystyczny, zwierzchnik Kościoła Adwentystów Dnia Siódmego w Polsce w latach 1965–1988[7]
  - Maria Jarosz – polski socjolog, prof. zw. dr hab.[8][9]
  - Halina Łukomska – polska śpiewaczka operowa[10]
  - Joe Sutter – amerykański inżynier,  kierownik zespołu projektowego dla Boeinga 747[11]
- 29 sierpnia
  - Bronisław Baczko – polski filozof, historyk myśli społecznej, współzałożyciel warszawskiej Szkoły Historii Idei[12]
  - Andrzej Gajewski – polski lekarz radiolog, nauczyciel akademicki i polityk, wojewoda białostocki (1994–1997)[13]
  - Andrzej Georgiew – polski fotograf[14]
  - Jan Stanisław Kopczewski  – polski pisarz i publicysta[15]
  - Gene Wilder – amerykański aktor komediowy, a także reżyser i scenarzysta[16]
- 28 sierpnia
  - Binjamin Ben Eli’ezer – izraelski wojskowy i polityk, generał brygady[17]
  - Juan Gabriel – meksykański piosenkarz, aktor i producent muzyczny[18]
- 27 sierpnia
  - Alcindo Martha de Freitas – brazylijski piłkarz[19]
  - Zbigniew Mroziński – polski polityk i związkowiec, poseł na Sejm III kadencji[20]
  - Stefan Piesiur – polski działacz samorządowy[21]
- 26 sierpnia
  - Peter Barry – irlandzki polityk[22]
  - Paul Comi – amerykański aktor[23]
  - Harald Grønningen – norweski biegacz narciarski[24]
  - Patrycja Gruszyńska-Ruman – polska reportażystka radiowa[25]
  - Gabriel Kembo – kongijski duchowny katolicki, biskup[26]
  - Winfried Menrad – niemiecki polityk i ekonomista, poseł do Parlamentu Europejskiego III, IV i V kadencji[27]
  - Jiří Tichý – czeski piłkarz[28]
- 25 sierpnia
  - Jerzy Bożyk – polski żużlowiec[29]
  - James Cronin – amerykański fizyk, noblista[30]
  - Jerzy Górzański – polski poeta, prozaik, felietonista, autor słuchowisk radiowych[31]
  - Rodolfo Illanes – boliwijski polityk[32]
  - Marvin Kaplan – amerykański aktor[33]
  - Anna Kurska – polska prawniczka, adwokat, sędzia, polityk, senator RP[34]
  - Alexander Polli – norweski zawodnik sportów ekstremalnych (wingsuiter)[35]
  - Sonia Rykiel – francuska projektantka mody[36]
  - Rudy Van Gelder – amerykański inżynier dźwięku[37]
- 24 sierpnia
  - Wiesław Bek – polski dziennikarz i działacz partyjny, redaktor naczelny „Trybuny Ludu”, ambasador w Bułgarii[38]
  - Antoni Brzusek – polski działacz podziemia niepodległościowego w czasie II wojny światowej, kawaler orderów[39]
  - Michel Butor – francuski pisarz[40]
  - Zbigniew Józefowicz – polski aktor[41]
  - Walter Scheel – niemiecki polityk, prezydent w latach 1974–1979[42]
  - Józef Szymański – polski bobsleista, saneczkarz, skeletonista, olimpijczyk z Cortina d’Ampezzo 1956[43]
  - Roger Tsien – amerykański biochemik chińskiego pochodzenia, Noblista (2008)[44]
- 23 sierpnia
  - Steven Hill – amerykański aktor[45]
  - Berit Mørdre Lammedal – norweska biegaczka narciarska[46]
  - Czesław Okołów – polski leśnik, entomolog i bibliograf[47]
  - Reinhard Selten – niemiecki ekonomista, laureat Nagrody Banku Szwecji im. Alfreda Nobla w dziedzinie ekonomii (1994)[48]
  - Antônio Eliseu Zuqueto – brazylijski duchowny katolicki, biskup[49]
- 22 sierpnia
  - Girolamo Grillo – włoski duchowny katolicki, biskup[50]
  - Per Lønning – norweski duchowny i teolog protestancki, polityk[51]
  - S.R. Nathan – singapurski dyplomata, polityk, prezydent w latach 1999–2011[52]
  - Gilli Smyth – brytyjska poetka, kompozytorka, wokalistka grupy Gong[53]
  - Toots Thielemans – belgijski muzyk jazzowy, harmonijkarz, gitarzysta i kompozytor[54]
- 21 sierpnia
  - Czesław Waldemar Dawdo – polski nauczyciel akademicki, działacz PZITB, kawaler orderów[55]
  - Antony Jay – brytyjski dziennikarz, scenarzysta oraz producent filmowy i telewizyjny[56]
  - Andrzej Kralczyński – polski związkowiec, działacz opozycji demokratycznej, senator I i II kadencji (1989–1993)[57]
  - Manfred Schmidt – niemieck polityk i prawnik, parlamentarzysta krajowy i europejski[58]
- 20 sierpnia
  - Daniela Dessì – włoska śpiewaczka operowa (sopran)[59]
  - Irving Fields – amerykański pianista i kompozytor[60]
  - Eugeniusz Geno Małkowski – polski malarz, profesor Uniwersytetu Warmińsko-Mazurskiego[61]
  - Charles-Émile Loo – francuski polityk, deputowany krajowy i europejski[62]
  - Piotr Mankiewicz – polski działacz społeczny, jeden z najstarszych kombatantów w Polsce[63]
  - Wojciech Nowaczyk – polski prawnik, polityk, poseł na Sejm RP II i III kadencji, wieloletni burmistrz Chodzieży[64]
  - Ignacio Padilla – meksykański pisarz[65]
  - Brian Rix – brytyjski aktor[66]
  - Matt Roberts – amerykański gitarzysta, członek zespołu 3 Doors Down[67]
  - Tom Searle – brytyjski muzyk, gitarzysta zespołu Architects[68]
  - Jarda Wróblewski – polski neurochemik, profesor Georgetown University[69][70]
- 19 sierpnia
  - Judes Bicaba – burkiński duchowny katolicki, biskup[71]
  - Donald Henderson – amerykański lekarz i epidemiolog[72]
  - Leopold Jeziorski – polski specjalista metalurgii i inżynierii materiałowej, prof. dr inż.[73][74]
  - Lou Pearlman – amerykański menedżer muzyczny[75]
  - Nina Ponomariowa – rosyjska lekkoatletka, dyskobolka[76]
  - Krzysztof Ptak – polski operator filmowy[77]
  - Jack Riley – amerykański aktor[78]
  - Horacio Salgán – argentyński pianista i kompozytor tanga[79]
  - Derek Smith – brytyjski pianista jazzowy[80]
  - Mira Stupica – serbska aktorka[81]
  - Mieczysław Ujec – polski lekarz, prof. zw. dr hab.[82][83]
  - Jerzy Waszczuk – polski polityk, funkcjonariusz partyjny, poseł na Sejm PRL VII i VIII kadencji[84]
- 18 sierpnia
  - Liane Aukin – angielska aktorka, reżyserka i pisarka[85]
  - René Bonino – francuski lekkoatleta, sprinter[86]
  - Jan van Cauwelaert – belgijski duchowny katolicki, biskup[87]
  - Jerzy Czownicki – polski specjalista ekonomiki transportu i transportu lotniczego, dr hab. n. ekonom[88][89]
  - Ernst Nolte – niemiecki historyk[90]
  - John William Vessey Jr. – amerykański oficer, Przewodniczący Kolegium Połączonych Szefów Sztabów[91]
- 17 sierpnia
  - Thomas Cholmondeley – kenijski posiadacz ziemski brytyjskiego pochodzenia[92]
  - John Ellenby – brytyjski przedsiębiorca, inżynier, dyrektor Grid Systems Corporation[93]
  - Andrzej Grzywak – polski informatyk, profesor nauk technicznych[94]
  - Arthur Hiller – amerykański reżyser filmowy[95]
- 16 sierpnia
  - Andrew Florent – australijski tenisista[96]
  - João Havelange – brazylijski działacz sportowy[97]
  - Jorge García Isaza – kolumbijski duchowny katolicki, biskup[98]
  - Eugeniusz Kryger – polski hodowca gołębi pocztowych[99]
  - Andrzej Krzanowski – polski działacz podziemia niepodległościowego w czasie II wojny światowej, kawaler orderów[100]
  - Jan Mielniczak – polski hokeista na trawie, olimpijczyk (1980)[101]
  - Silvio Panciera – włoski historyk[102]
  - Richard Seminack – amerykański duchowny greckokatolicki[103]
- 15 sierpnia
  - Dalian Atkinson – angielski piłkarz[104]
  - Choo-Choo Coleman – amerykański baseballista[105]
  - Stefan Henze – niemiecki zawodnik i trener kajakarstwa, medalista olimpijski z Aten[106]
  - Bobby Hutcherson – amerykański wibrafonista jazzowy[107]
  - Teresa Manasterska – polska pianistka, wykładowca akademicki[108]
  - Jerzy Niedźwiecki – polski działacz państwowy i ekonomista, wicewojewoda toruński[109]
  - Czesław Panek – polski hokeista i trener[110]
  - Jan Strzałko – polski antropolog, prof. dr hab.[111][112]
  - Aleksander Winnicki – polski specjalista embriofizjologii i fizjologii ryb, prof. dr hab.[113][114]
- 14 sierpnia
  - Neil Black – angielski oboista[115]
  - Raphael Cheenath – indyjski duchowny katolicki, arcybiskup[116]
  - Fyvush Finkel – amerykański aktor[117]
  - Piotr Jania – polski polityk, związkowiec i samorządowiec[118]
  - Hermann Kant – niemiecki pisarz[119]
  - Maciej Krokos – polski działacz podziemia niepodległościowego w czasie II wojny światowej, kawaler orderów[120]
  - James Woolley – amerykański keyboardzista rockowy, muzyk zespołu Nine Inch Nails[121]
- 13 sierpnia
  - Kenny Baker – amerykański aktor[122]
  - Connie Crothers – amerykańska pianistka jazzowa[123]
  - Gita Hall – szwedzka aktorka i modelka[124]
  - Jan Kolasa – polski prawnik[125]
  - Stefan Matwiejczyk – polski działacz społeczny[126]
  - Joyce Carol Thomas – amerykańska poetka i pisarka[127]
  - Jan Waściszewski – polski specjalista budowy i badania samochodów[128][129]
- 12 sierpnia
  - Jarosław Giziński – polski dziennikarz[130]
  - Władysław Kandefer – polski artysta rzeźbiarz i malarz[131]
- 11 sierpnia
  - Janina Kurtz-Paszkowicz – polska działaczka podziemia niepodległościowego w czasie II wojny światowej, dama orderów[132]
  - Stanisław Rojek – polski specjalista inżynierii i ochrony środowiska, prof. dr hab. inż.[133][134]
  - Francesco Sgalambro – włoski duchowny katolicki, biskup[135]
  - Ian Turbott – nowozelandzko-australijski dyplomata i przedsiębiorca, administrator Antigui (1958–1964) i Grenady (1964–1967), gubernator Grenady (1967–1968)[136]
  - Lech Tymiński – polski działacz państwowy, podsekretarz stanu w Ministerstwie Energii[137]
  - Glenn Yarbrough – amerykański piosenkarz folkowy[138]
- 10 sierpnia
  - Iris Kells – brytyjska śpiewaczka operowa (sopran)[139]
  - Marek Kwiatkowski – polski historyk sztuki, muzealnik i varsavianista[140]
  - Michał Moskwa – polski duchowny rzymskokatolicki, salezjanin, misjonarz, kawaler orderów[141]
  - Bogdan Pruszyński – polski radiolog, prof. zw. dr hab.[142][143]
- 9 sierpnia
  - Bill Alsup – amerykański kierowca wyścigowy[144]
  - Miguel José Asurmendi Aramendia – hiszpański duchowny katolicki, biskup[145]
  - Karl Bögelein – niemiecki piłkarz, trener[146]
  - Gerald Cavendish – brytyjski arystokrata, książę Westminster, przedsiębiorca[147]
  - Pádraig Duggan – irlandzki muzyk folkowy[148]
  - Barry Jenner – amerykański aktor[149]
  - Leszek Mazepa – polski muzykolog[150]
  - Gunter Menz – niemiecki geograf, profesor Uniwersytetu w Bonn[151]
  - Ernst Neizwiestny – amerykański rzeźbiarz, malarz i grafik pochodzenia rosyjskiego[152]
  - Wang Tuoh – tajwański pisarz[153]
- 8 sierpnia
  - Edward Daly – irlandzki duchowny katolicki, biskup[154]
  - Anna Sokołowska-Korcelli – polska reżyserka i scenarzystka[155]
- 7 sierpnia
  - Bryan Clauson – amerykański kierowca wyścigowy[156]
  - Jack Günthard – szwajcarski gimnastyk[157]
  - Jack Sears – brytyjski kierowca wyścigowy, pisarz, biznesmen[158]
  - B. E. Taylor – amerykański wokalista[159]
  - Teresa Tomaszewska – polska charakteryzatorka filmowa[160]
  - Jan Wimmer – polski historyk, badacz dziejów polskiej wojskowości[161]
- 6 sierpnia
  - Helen Delich Bentley – amerykańska polityk, Partii Republikańskiej[162]
  - Philip Bialowitz – amerykańsko-polski weteran II wojny światowej pochodzenia żydowskiego, więzień obozu zagłady SS-Sonderkommando Sobibor[163]
  - Jerzy Chmiel – polski duchowny katolicki, biblista[164]
  - Alan Dossor – brytyjski reżyser teatralny[165]
  - Bernard Farrelly – australijski surfer, pierwszy mistrz świata w tej dyscyplinie[166]
  - Pete Fountain – amerykański klarnecista jazzowy[167]
  - József Laux – węgierski perkusista (Omega, Locomotiv GT)[168]
  - Ercole Lupinacci – włoski duchowny katolicki obrządku bizantyjsko-włoskiego, biskup[169]
  - Jan Nowowiejski – polski muzyk, pedagog i działacz kulturalny, Honorowy Obywatel Barczewa[170]
  - Ivo Pitanguy – brazylijski chirurg plastyczny[171]
  - Jan Wilsgaard – norweski projektant samochodów związany z Volvo Car Corporation[172]
- 5 sierpnia
  - Kazimierz Bączyk – polski specjalista chorób wewnętrznych, prof. dr hab.[173][174]
  - Alphons Egli – szwajcarski polityk[175]
  - Stanisław Frankowski – polski prawnik, profesor Saint Louis University[176]
  - Leovigildo López Fitoria – nikaraguański duchowny katolicki, biskup[177]
  - Salvador Quizon Quizon – filipiński duchowny katolicki, biskup[178]
- 4 sierpnia
  - Józef Baryła – polski generał broni i działacz partyjny, członek Biura Politycznego KC PZPR, wiceminister obrony, poseł na Sejm PRL IX kadencji, ambasador w Syrii i Iraku[179]
  - Paweł Domański – polski matematyk, prof. zw. dr hab.[180]
  - Jan Matuszewicz – polski ekonomista, prof. zw. dr hab.[181][182]
  - Jeremiasz (Alehin) – rosyjski duchowny prawosławny, archimandryta Monasteru św. Pantelejmona na Górze Athos[183]
  - Patrice Munsel – amerykańska śpiewaczka operowa[184]
  - Charles Toubé – kameruński piłkarz[185]
  - Bronisław Żurawski – polski fizyk, działacz ZNP, kawaler orderów[186][187]
- 3 sierpnia
  - Chris Amon – nowozelandzki kierowca wyścigowy, uczestnik wyścigów Formuły 1, zwycięzca wyścigu 24h Le Mans[188]
  - Andrzej Artykiewicz  – polski profesor, prorektor  Akademii Muzycznej im. Stanisława Moniuszki w Gdańsku[189]
  - Mansueto Bianchi – włoski duchowny katolicki, biskup[190]
  - Jan Dihm – polski polityk, architekt i modelarz, poseł na Sejm PRL VIII kadencji (1982–1985)[191]
  - Ilona Kopocińska – polska matematyczka, prof. dr hab.[192]
  - Kazimierz Kowalczyk – polski działacz sportowy, zawodnik i trener kolarski[193]
  - Steve LaTourette – amerykański polityk Partii Republikańskiej[194]
  - Ricci Martin – amerykański aktor i piosenkarz, syn Deana Martina[195]
  - Władysław Pawlak – polski geograf, prof. dr hab.[196][197]
- 2 sierpnia
  - Terence Bayler – nowozelandzki aktor[198]
  - James Martin Hayes – kanadyjski duchowny katolicki, arcybiskup[199]
  - David Huddleston – amerykański aktor, reżyser i producent filmowy[200]
  - Franciszek Macharski – polski duchowny katolicki, kardynał[201]
  - Kazimierz Przedpełski – polski malarz, działacz podziemia niepodległościowego w czasie II wojny światowej, kawaler orderów[202]
  - Ryszard Ulicki – polski polityk, dziennikarz, poeta, działacz PZPR i SLD, poseł na Sejm RP I, II, III i IV kadencji[203]
  - Ahmed Zewail – egipski chemik, laureat Nagrody Nobla[204]
- 1 sierpnia
  - Leszek Arent – polski koszykarz oraz trener koszykarski[205]
  - Anna Burbon-Parmeńska – rumuńska królowa, żona Michała I[206]
  - Dai Dower – brytyjski bokser[207]
  - Andre Hajdu – izraelski kompozytor[208]
  - George Williams – ghański aktor[209]
  - Wadym Zaporożanow – radziecki i ukraiński lekkoatleta, trener i wykładowca akademicki[210]